# آی-۲۰ (فرم)
فرم آی-۲۰ (به انگلیسی: I-20 Form) که همچنین به‌عنوان گواهی صلاحیت برای وضعیت دانشجویی غیرمهاجر (F-1) شناخته می‌شود، یک سند وزارت امنیت داخلی ایالات متحده، به ویژه اداره مهاجرت و گمرگ ایالات متحده آمریکا و برنامه تبادل دانشجو و بازدیدکننده (SEVP) است که توسط مدارس و دانشگاه‌های دارای گواهی برنامه تبادل دانشجو و بازدیدکننده (کالج‌ها، دانشگاه‌ها و هنرستان‌ها) ارایه می‌شود از زمان معرفی سیستم اطلاعات دانشجویان و بازدیدکنندگان تبادلی (SEVIS) که توسط برنامه تبادل دانشجو و بازدیدکننده اجرا می‌شود، این فرم شامل شماره پیگیری دانشجو (شماره شناسه SEVIS) و کد محل تحصیل نیز می‌شود. فرم آی-۲۰ فقط برای وضعیت‌های ام-۱ (M-1)، ام-۲ (M-2) اف-۱ (F-1)، اف-۲ (F-2) است. دارندگان وضعیت جی-۱ (J-1) و جی-۲ (J-2) دارای فرم معادل DS-2019 هستند که توسط یک توسط وزارت امور خارجه ایالات متحده آمریکا برای برنامه بازدیدکنندگان تبالدی جی صادر می‌شود.